# Marlene

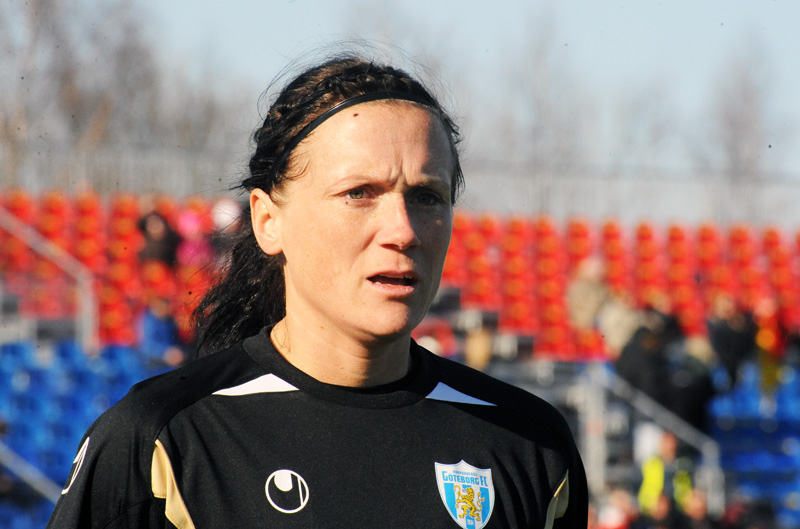
Marlene Sjoberg, 2013.

Marlene eller Marlen är ett kvinnonamn med tyskt ursprung och en ihopdragning av Maria Magdalena.
Namnet var tidigare ovanligt i Sverige men blev känt genom skådespelerskan Marlene Dietrich och ökade under efterkrigstiden och fram till 1980-talet. Därefter har det minskat i frekvens. Namnet är vanligare i Norrland än i övriga delar av Sverige.
Det fanns 31 december 2005 totalt 4 223 personer i Sverige med förnamnet Marlene, varav 2 246 hade det som tilltalsnamn. År 2003 fick 25 flickor namnet, varav 3 fick det som tilltalsnamn.
Namnsdag i Sverige: 4 april  (sedan 2001; 1993-2000 22 februari). I den finlandssvenska namnsdagslängden har Marlene namnsdag 15 augusti sedan 2000.

## Personer med namnet Marlene/Marlen
- Marlene Bauer Hagge - amerikansk golfspelare
- Marlene Dietrich - tysk skådespelerska
- Marlen Haushofer (1920-1970) - österrikisk författare
- Marlène Jobert - fransk skådespelerska
- Marlene McKinnon - fiktiv karaktär i Harry Potter.
- Marlene Sjöberg - fotbollsspelare
- Marlene Strand - sångerska